# أحمد أيوب (لاعب كرة قدم)
أحمد أيوب (مواليد 05 أغسطس 1971 في القاهرة) هو مدافع كرة قدم مصري دولي معتزل عمل مؤخرًا مديرًا فنيًا لنادي حرس الحدود.
شارك أيوب مع منتخب مصر تحت 20 سنة في بطولة العالم للشباب عام 1991، ولعب جميع مباريات مصر الثلاثة في هذه البطولة.
وعلى صعيد التدريب، عمل أيوب مساعدًا للمدير الفني الأسباني خوان كارلوس جاريدو في النادي الأهلي إلى أن أقال مجلس الإدارة الجهاز الفني في مايو 2015. ثم تولى مسئولية تدريب نادي حرس الحدود في نوفمبر 2015 خلفًا للمستقيل عبد الحميد بسيوني. ولكن تمت إقالته في مارس 2016.